# 泰尔梅统治者
泰尔梅统治者，又称塞琉古王子、希腊化王子，是一尊古希腊青铜雕像，高204厘米，制作于公元前2世纪，现收藏于罗马的马西莫浴场宫。它于1885年建造国家大剧院时与休息的拳击手一起，在奎里纳莱山靠近康斯坦丁大浴场的位置被发现。然而，这两尊雕像之间并没有什么关系，它们的年代也各不相同。关于雕像的原型是谁，学者们存在重大分歧，最初它被认为是一位希腊化的王子，现在学者们则更支持它是一位罗马将军——可能是小西庇阿，但还存在其他争议。

## 描述

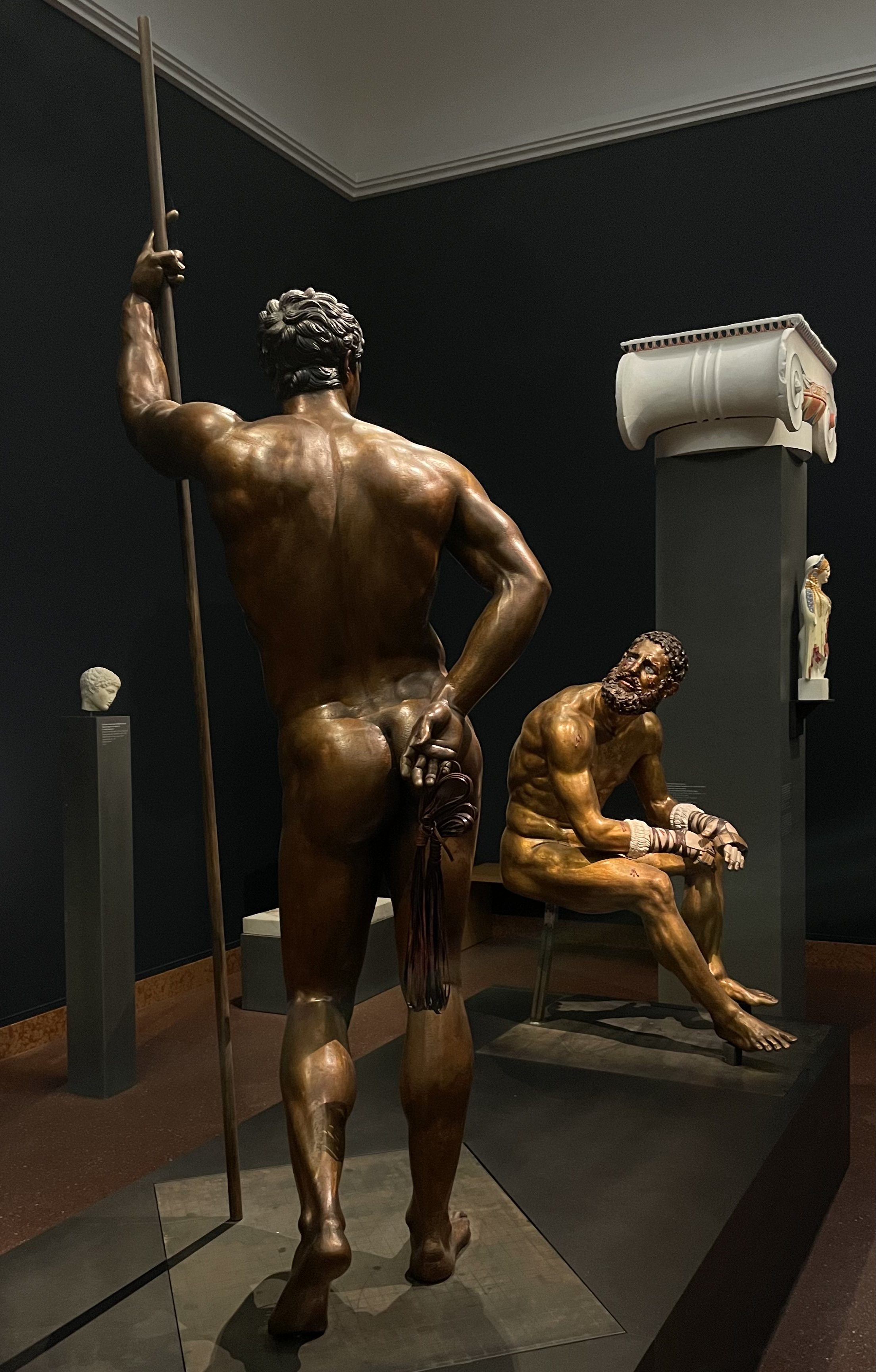
2021年，法兰克福的古代雕塑展览馆对休息的拳击手和泰尔梅统治者这两座雕塑进行了色彩重建。

这座雕像是用失蜡法铸造的。眼窝中本来镶嵌有眼睛，但现在遗失了。
雕像描绘了一个留着浅色胡子的裸体青年，斜倚在长矛上，神态威严大气。这个姿势取自留西波斯的赫拉克勒斯。对这座雕像的最初研究将其称为希腊化王子，塞琉古或阿塔里德(特别是阿塔罗斯二世)，但这种假设已被证伪。由于对雕像的身份没有达成共识，人们仍然在使用它原本的名字来称呼它。
事实上，现在大多数学者认为这个雕像的原型实际上是一位罗马将军，由一位在罗马工作的希腊艺术家制作完成。对雕像描绘的人物究竟是谁，学者们的看法大相径庭：雷曼认为雕像是昆图斯·卡西利乌斯·梅特鲁斯·马其多尼库斯；保蒂和克罗兹认为雕像是提图斯·昆克修斯·弗拉米尼乌斯； 帕皮尼倾向于格纳乌斯·曼留斯·沃尔索；最后， 科尔利和埃切托则支持雕像是小西庇阿，因为这座雕像是在他的别墅附近发现的。 
法兰克福的古代雕塑展览馆对这尊雕像进行了色彩重建，他们的学者认为这尊青铜像是卡斯托尔和波鲁克斯中的其中一位。